# السلوك الجنائي والصحة العقلية (مجلة)
السلوك الإجرامي والصحة العقلية (بالإنجليزية: Criminal Behaviour and Mental Health)‏ هي مجلة علمية محكمة تغطي العلاقة بين السلوك الإجرامي والطب النفسي. تأسست في عام 1991 وتنشر خمس مرات سنويًا بواسطة الناشر وايلي. رؤساء التحرير هم باميلا تايلور [الإنجليزية] ( جامعة كارديف)، وديفيد ب. فارينجتون [الإنجليزية] (معهد كامبريدج لعلم الجريمة [الإنجليزية])، وجون جون (معهد الطب النفسي وعلم النفس وعلم الأعصاب [الإنجليزية])، وماري ماك موران (جامعة نوتنغهام).
وفقًا لتقارير الاستشهاد بالمجلات الأكاديمية، فإن عامل التأثير للمجلة لعام 2020 يبلغ 1.929، مما يجعلها في المرتبة 44 من أصل 69 مجلة في فئة "علم الجريمة والعقوبات" و107 من 144 مجلة في فئة "الطب النفسي (العلوم الاجتماعية)".

## روابط خارجية
- الموقع الرسمي